# Kežmarok
Kežmarok, deutsch ‚Käsmark / Kesmark‘, lateinisch Kesmarkinum / Caesaropolis, polnisch Kieżmark, ungarisch Késmárk, ist eine Stadt in der Ostslowakei mit 15.145 Einwohnern (Stand 31. Dezember 2024) und Sitz des Okres Kežmarok im Prešovský kraj. Sie gehört zur traditionellen Landschaft Zips (slowakisch Spiš).

## Geographie

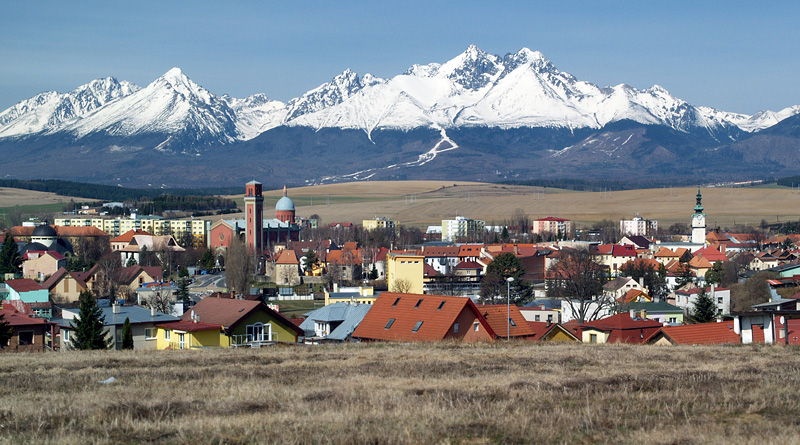
Blick auf die Stadt, mit den verschneiten Bergen Lomnický štít und Kežmarský štít im Hintergrund

Die Gemeinde befindet sich im östlichen Teil des Talkessels Podtatranská kotlina (wörtlich Unter-Tatra-Kessel), genauer in dessen Untereinheit Popradská kotlina, in einem Raum zwischen der westlich gelegenen Hohen Tatra und dem östlich liegenden Gebirge Levočské vrchy. Die Altstadt ist zwischen dem rechten Ufer des Poprad (deutsch Popper) und linken Ufer dessen rechtsseitigen Zuflusses Ľubica gelegen. Fast gegenüber der Mündung der Ľubica kommt von der Hohen Tatra der Bach Kežmarská Biela voda (deutsch Weißwasser). Das Klima ist mäßig warm mit kalten Wintern und in einem Regenschatten, mit herrschenden Westwinden Das Stadtzentrum liegt auf einer Höhe von 630 m n.m. und ist 14 Kilometer von Poprad, 28 Kilometer von Levoča, 79 Kilometer von Prešov, 112 Kilometer von Košice sowie ungefähr 350 Kilometer von der Hauptstadt Bratislava entfernt.
Nachbargemeinden sind Spišská Belá (Stadtteil Strážky) im Norden, Krížová Ves im Nordosten, Ľubica im Osten und Südosten, Vrbov im Süden, Huncovce im Südwesten, Malý Slavkov im Westen sowie Stráne pod Tatrami und Mlynčeky im Nordwesten.

## Geschichte

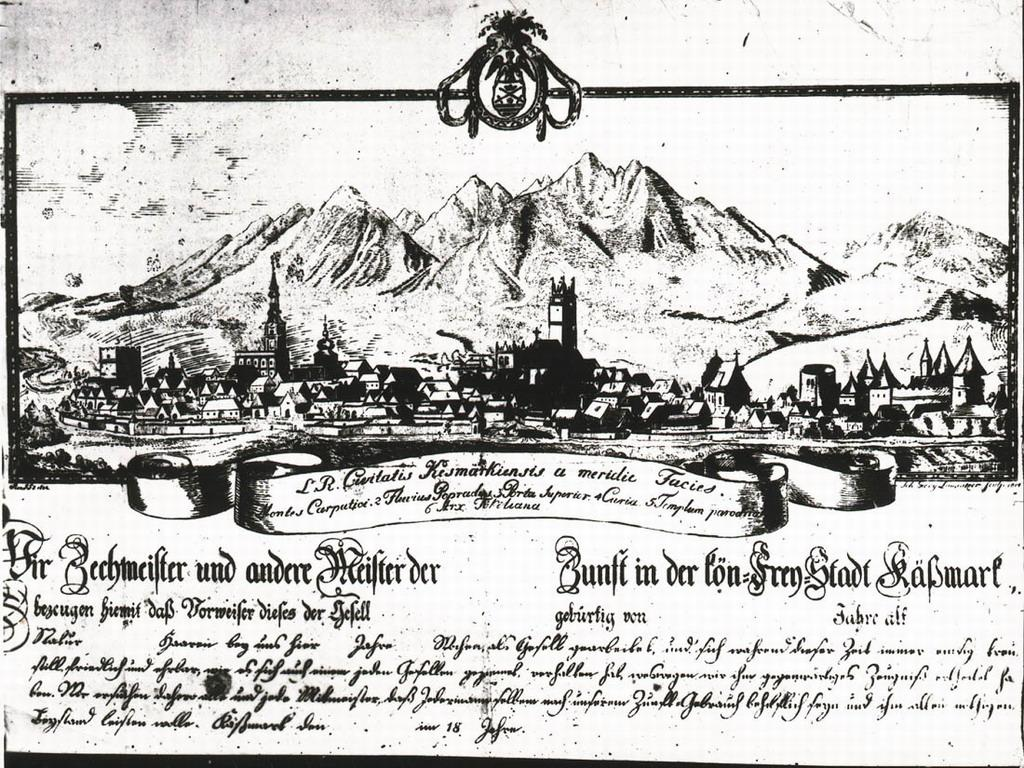
Käsmark in einer Urkunde aus dem 18. Jahrhundert

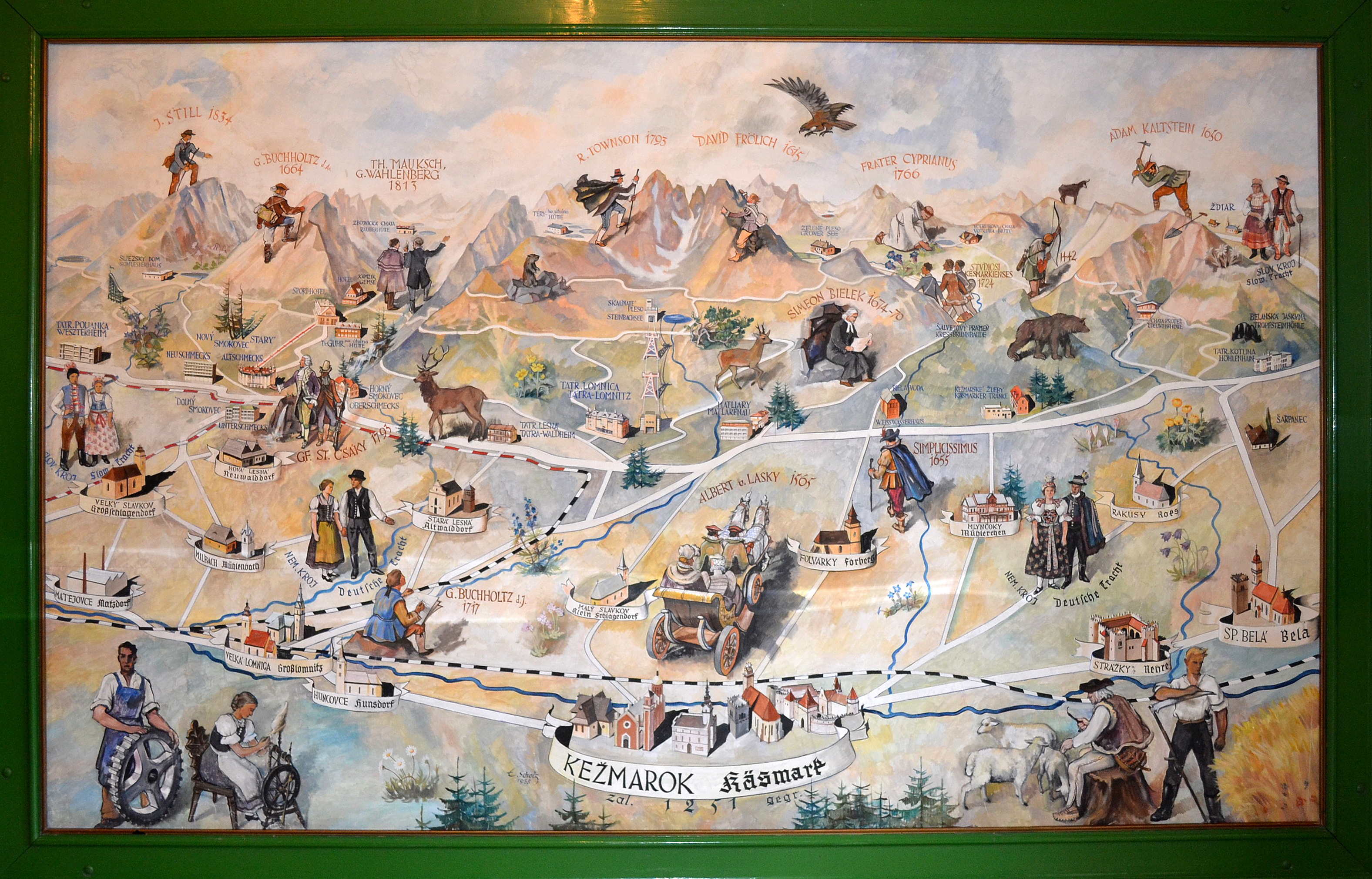
Diorama von Ernst Scholz (1938) mit der Stadt und Umgebung

Das Stadtgebiet von Kežmarok wurde in der Jungsteinzeit besiedelt, weitere Funde stammen aus den Bronze- und Hallstattzeiten. Eine Siedlung gab es in der Latènezeit, ein bedeutender Ausgrabungsort ist der Jerusalemberg mit Funden aus der Zeit der Puchauer Kultur. Eine stärkere Besiedlung ist in der Zeit der Völkerwanderung und mit dem Eindringen germanischer Stämme sowie der Slawen in das Gebiet zu beobachten.
Käsmark wurde im 13. Jahrhundert von den Zipser Sachsen durch Zusammenschluss eines slowakischen Fischerdorfs, einer ungarischen Grenzwache und einer deutschen Siedlung gegründet. 1269 wurde der deutschen Siedlung das Stadtrecht verliehen und 1380 stieg sie zu einer königlichen Freistadt auf (die Privilegien einer königlichen Freistadt wurden 1655 wieder bestätigt). Die wirtschaftliche Entwicklung wurde durch weitere Privilegien begünstigt: 1411 erhielt die Stadt das Fischereirecht im Fluss Poprad, 1412 Befreiung von Zöllen, 1438 niedere Gerichtsbarkeit und 1463 ein eigenes Wappen. Käsmark war neben Leutschau und Kaschau einer der wichtigsten Handelsplätze des Königreichs Ungarn. 1433 (nach anderen Quellen) erhielt sie das Lagerrecht, das aber wegen Streitigkeiten mit Leutschau umstritten war, bevor es 1558 definitiv an Leutschau verliehen wurde. Handwerke und Zünfte waren ebenfalls von großer wirtschaftlicher Bedeutung. Seit 1440 hatte auch der Graf der Zipser Sachsen in Käsmark seinen Sitz, in diese Zeit fällt auch der Bau der Stadtburg 1463. 1530 kam die Stadt vorübergehend in die Gewalt Johann Zápolyas, später war sie durch Abhängigkeit gegenüber den Geschlechtern Łaski sowie Thökoly. Käsmark sank zu einer Untertanenstadt herab und konnte sich erst 1651 vom Frondienst gegen eine Zahlung von 210.000 Gulden freikaufen. Im Jahr 1660 wurde Käsmark als sechste Mitgliedsstadt in die Pentapolitana aufgenommen, ein Städtebund königlicher Freistädte in Oberungarn. In den folgenden antihabsburgischen Standesaufständen stand Käsmark auf der Seite der Thököly- und Rákóczi-Aufstände, wurde 1709 nach einer Belagerung durch eine kaiserliche Armee eingenommen, anschließend wurden der Stadtrichter Jakob Kray sowie je ein Senator und Zunftmeister als Rebellen und Ketzer hingerichtet. Der kurz folgenden Pest erlagen 1285 Einwohner, damals ein Drittel der Gesamtbevölkerung.
Die städtische Lateinschule entfaltete unter den Melanchthonschülern Leonhard Stöckel (um 1510–1560) und Matthias Thoraconymus (* um 1550; † 1586) mit einem reformatorischen Bildungsprogramm, dem „System Melanchthons“, maßgebliche Wirkungen auf die Reformierung des Schulwesens in der Slowakei. Als Teil des Bundes der 24 Zipser Städte hing Kežmarok der Confessio Scepusiana (Zipser Bekenntnis) an.
1715 gab es in der Stadt 263 Handwerksbetriebe. Von besonderer Bedeutung waren Leineweber, Färber und Blaudruckhersteller. 1720 erwarb die Stadt das Thököly-Schloss und wurde in Kürze Sitz eines Herrschaftsgebiets, das 20 Untertanendörfer umfasste. Im frühen 19. Jahrhundert entstanden Steingut- (1815) und Tuchmanufakturen (1820), deren Betrieb aber nur kurz dauerte. Nach dem Anschluss an das Eisenbahnnetz im Jahr 1889 entwickelte sich vor allem Textilindustrie. Bis 1918 gehörte die Stadt im Komitat Zips zum Königreich Ungarn und kam danach zur neu entstandenen Tschechoslowakei beziehungsweise heute Slowakei.
Die Stadt spielte eine wesentliche Rolle bei der Erkundung und Erschließung der Hohen Tatra, die durch die 1873 erfolgte Gründung des Ungarischen Karpathenvereins (UKV, nach dem Ersten Weltkrieg nur Karpathenverein) unterstrichen wurde. Das Stadtgebiet reichte in der Vergangenheit weit in die Hohe Tatra hinein. 1947 musste die Stadt die in der Hohen Tatra gelegenen Teile an die neu gegründete Stadt Vysoké Tatry abtreten, dennoch erinnern Namen verschiedener geographischer Objekte an die ehemalige Zugehörigkeit. Hierzu gehören der 2558 m n.m. hohe Berg Kežmarský štít (deutsch Kesmarker Spitze), der Ort Kežmarské Žľaby (deutsch Kesmarker Tränke) und indirekt das Tal Dolina Kežmarskej Bielej vody (deutsch (Kesmarker) Weißwassertal).
Bis ins 20. Jahrhundert hatte die Stadt eine deutsche Bevölkerungsmehrheit. Noch 1944 stellte die deutsche Minderheit zirka ein Drittel der Einwohner. Damit war sie die wichtigste Stadt der Karpatendeutschen. Zudem verfügte Kežmarok über eine aktive jüdische Gemeinde, welche bis 1940 etwa 14 % der Bevölkerung ausmachte. In der Zeit der Ersten Slowakischen Republik, einem Satellitenstaat („Schutzstaat“) des nationalsozialistischen Deutschlands, wurden unter Beteiligung von Hlinka-Garde (im Jahre 1944 auch der SS) 75 % aller in der Stadt lebenden Juden in Arbeitslager und schließlich Vernichtungslager deportiert, einige fielen Exekutionen zum Opfer. Die Verfolgungen kulminierten in den Jahren 1942 und 1944. Während im Jahre 1940 die jüdische Gemeinde etwa 1200 Personen zählte, waren es Anfang 1944 nur noch 118. Die Zentrale Datenbank der Namen der Holocaustopfer (Beta) von Yad Vashem verzeichnet namentlich 948 jüdische Bewohner, die vor dem Krieg in Kežmarok gelebt hatten, wovon mindestens 720 deportiert und im Holocaust ermordet wurden. In der Stadt selbst wurden mindestens 55 Juden ermordet, darunter 41 verbliebene jüdische Bewohner.
Im Jahr 1950 wurde die Altstadt unter Denkmalschutz gestellt. Aus der bisherigen Siedlung Mlynčeky wurde 1956 eine eigenständige Gemeinde. 1974 wurden die Gemeinden Ľubica und Malý Slavkov eingemeindet, gliedert sie aber 1992 beziehungsweise 1995 wieder aus.
2017 wurde Kežmarok der Ehrentitel „Reformationsstadt Europas“ durch die Gemeinschaft Evangelischer Kirchen in Europa verliehen.

### Name des Ortes
Der erste Quellenbeleg für die Siedlung in der Form Villa (Saxonum apud Ecclesiam) Sancte Elisabeth stammt von 1251. Der Ort erhielt seinen Namen nach einem Käsemarkt und hieß dementsprechend Käsmarkt (später Käsmark/Kesmark und fälschlicherweise auch Kaisersmarkt). Es gibt auch andere Erklärungsversuche: nach der Ansicht des Renaissance-Historikers Antonio Bonfini hieß der Ort ursprünglich Kevesmark nach einem hunnischen Anführer namens Keve, der angeblich im Kampf in der Gegend fiel. Im Werk Merkwürdigkeiten der kön. Freystadt Kesmark (1804) des Zipser Historikers Christian Genersich wird der Name vom gotischen kasen, zusammen mit dem Wort Mark für einen Wald oder eine Alm, abgeleitet. Weitere mögliche Deutungen sind Quadsmark (Johann Kachelmann, Geschichte der ungarischen Bergstädte, 1853) oder Gézas-Mark (Friedrich Lám). Der slowakische und der ungarische Name sind phonetische Anpassungen des deutschen.

## Bevölkerung
| Jahr:                | 1994.  | 2004.   | 2014.   | 2024.   |
| -------------------- | ------ | ------- | ------- | ------- |
| Anzahl der Personen: | 17.796 | 17.179  | 16.636  | 15.145  |
| Unterschied:         |        | -3,46 % | -3,16 % | -8,96 % |

| Jahr:                | 2023.  | 2024.   |
| -------------------- | ------ | ------- |
| Anzahl der Personen: | 15.238 | 15.145  |
| Unterschied:         |        | -0,61 % |

Gemäß der Volkszählung 2011 wohnten in Kežmarok 16.832 Einwohner, davon 14.261 Slowaken, 202 Roma, 89 Tschechen, 64 Deutsche, 41 Polen, 34 Russinen, 23 Magyaren, 16 Ukrainer, 13 Mährer, vier Russen, zwei Kroaten und ein Jude. 24 Einwohner gaben eine andere Ethnie an und 2061 Einwohner machten keine Angabe zur Ethnie.
11.202 Einwohner bekannten sich zur römisch-katholischen Kirche, 674 Einwohner zur Evangelischen Kirche A. B., 442 Einwohner zur griechisch-katholischen Kirche, 46 Einwohner zur orthodoxen Kirche, 29 Einwohner zu den Siebenten-Tags-Adventisten, 28 Einwohner zur reformierten Kirche, 21 Einwohner zur evangelisch-methodistischen Kirche, 14 Einwohner zu den christlichen Gemeinden, jeweils 10 Einwohner zu den Baptisten und zu den Zeugen Jehovas, neun Einwohner zur altkatholischen Kirche, vier Einwohner zur tschechoslowakischen hussitischen Kirche, drei Einwohner zu den Mormonen, jeweils zwei Einwohner zur Bahai-Religion und zur apostolischen Kirche und ein Einwohner zur jüdischen Gemeinde. 76 Einwohner bekannten sich zu einer anderen Konfession, 1715 Einwohner waren konfessionslos und bei 2544 Einwohnern wurde die Konfession nicht ermittelt.
| Jahr | Anzahl | Bemerkungen                                                             |
| ---- | ------ | ----------------------------------------------------------------------- |
| 1880 | 4.475  | 3.222 Deutsche (72 %), 705 Slowaken (15,8 %), 347 Ungarn (7,8 %)        |
| 1890 | 4.897  | 3.225 Deutsche (65,9 %) 1.005 Slowaken (20,5 %), 574 Ungarn (11,7 %)    |
| 1900 | 5.606  | 3.408 Deutsche (60,8 %) 1.074 Slowaken (19,2 %), 952 Ungarn (17 %)      |
| 1910 | 6.317  | 3.242 Deutsche (51,3 %), 1.606 Slowaken (25,4 %), 1.314 Ungarn (20,8 %) |
| 1930 | 6.465  | 2.577 Deutsche (40 %)                                                   |

## Sehenswürdigkeiten
- spätgotische Burg (Schloss Kežmarok) und Stadtbefestigung (15. Jahrhundert)
- Heilig-Kreuz-Basilika, gotische Hallenkirche (gebaut 1444–1498)
- klassizistisches Rathaus (ursprünglich von 1461, 1799 umgebaut)
- ehemaliges Evangelische Lyzeum (1787–1852) und Gymnasium.
- Artikularkirche, evangelische Holzkirche mit Grundriss eines griechischen Kreuzes von 1717. 2008 wurde die Kirche in die UNESCO-Welterbeliste aufgenommen (→ Evangelische Holzkirche von Kežmarok).
- die Neue Evangelische Kirche im neobyzantischen Stil von 1898, die vom dänischen Architekten Theophil Hansen für Jerusalem entworfen wurde; nachdem die Kirche dort aber nicht gebaut wurde, schenkte er die Pläne der Stadt Kežmarok. In der Kirche befindet sich das Grabmal von Imre Thököly.
- Pauliniuskirche (Barockkirche von 1747)

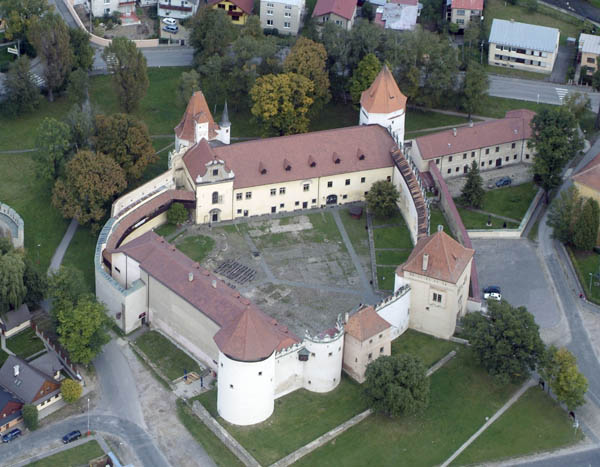
Schloss Kežmarok
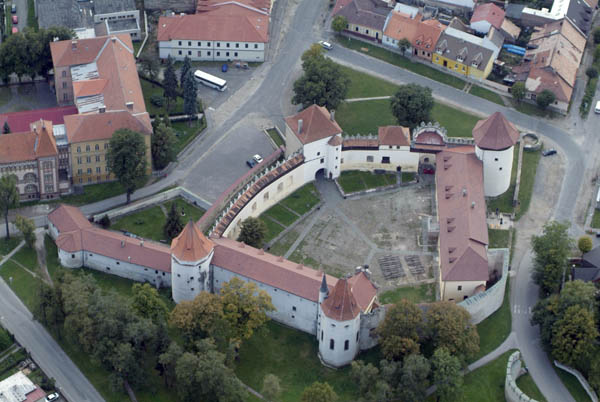
Schloss Kežmarok
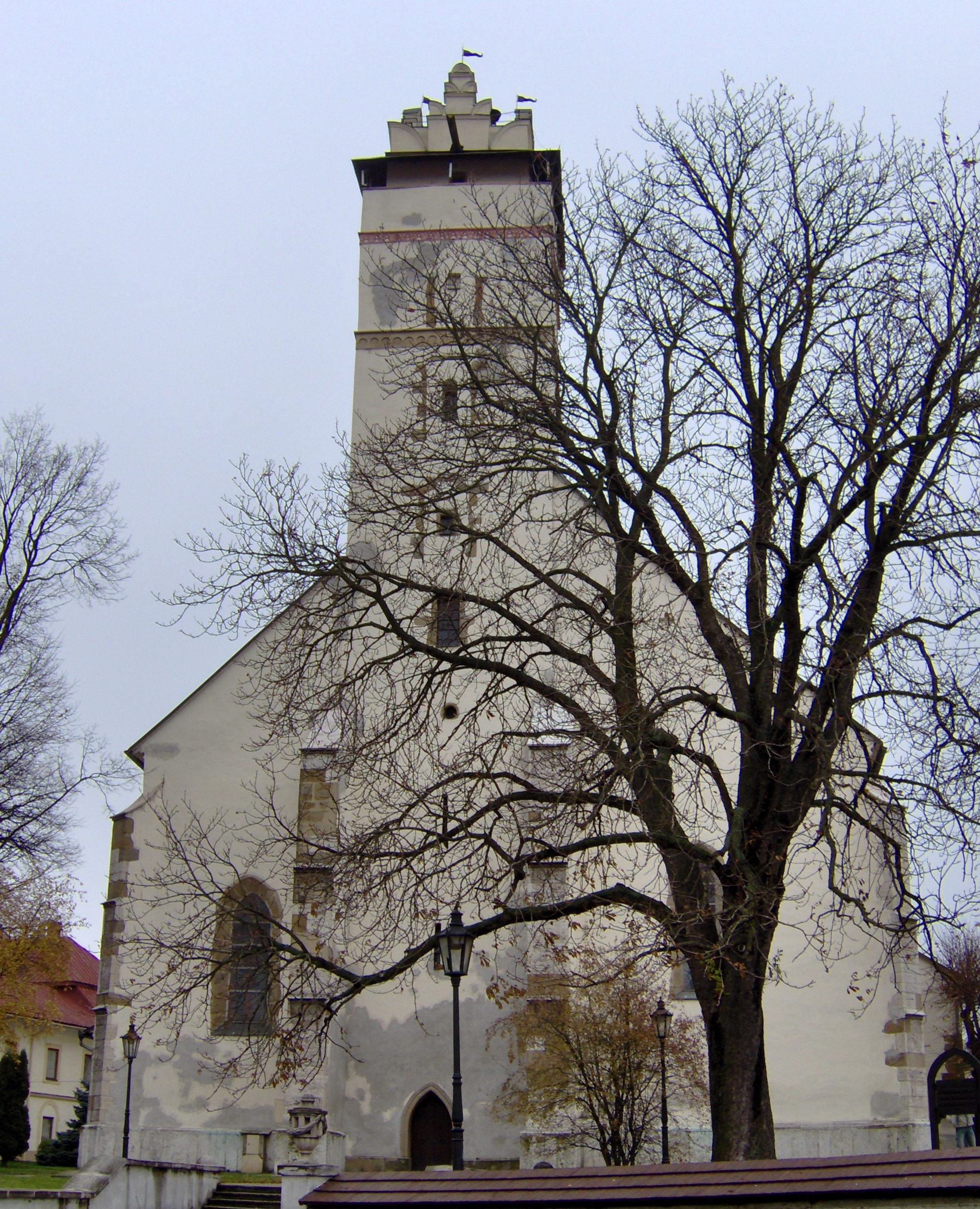
Die Stadtpfarrkirche
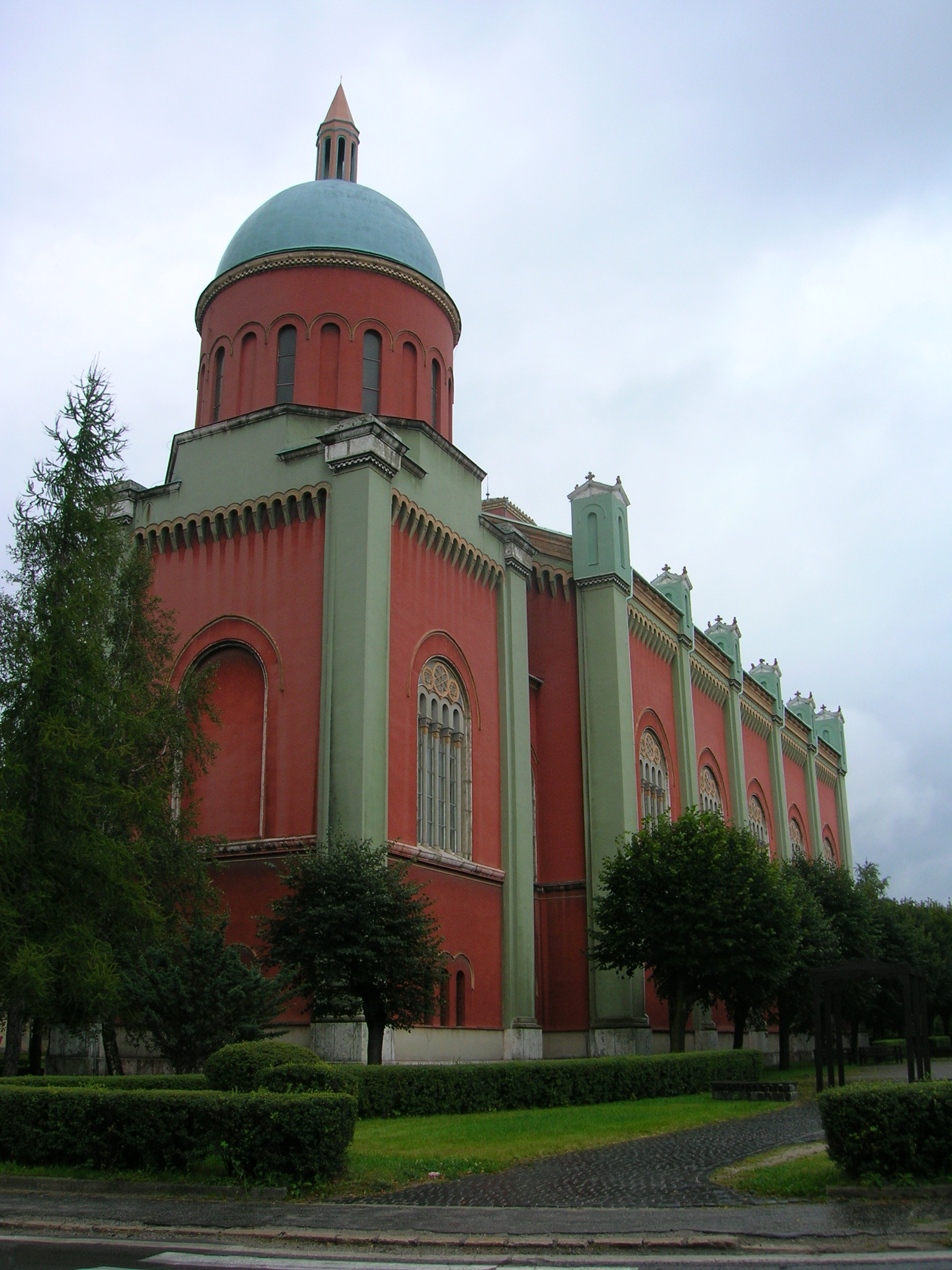
Die neue evangelische Kirche
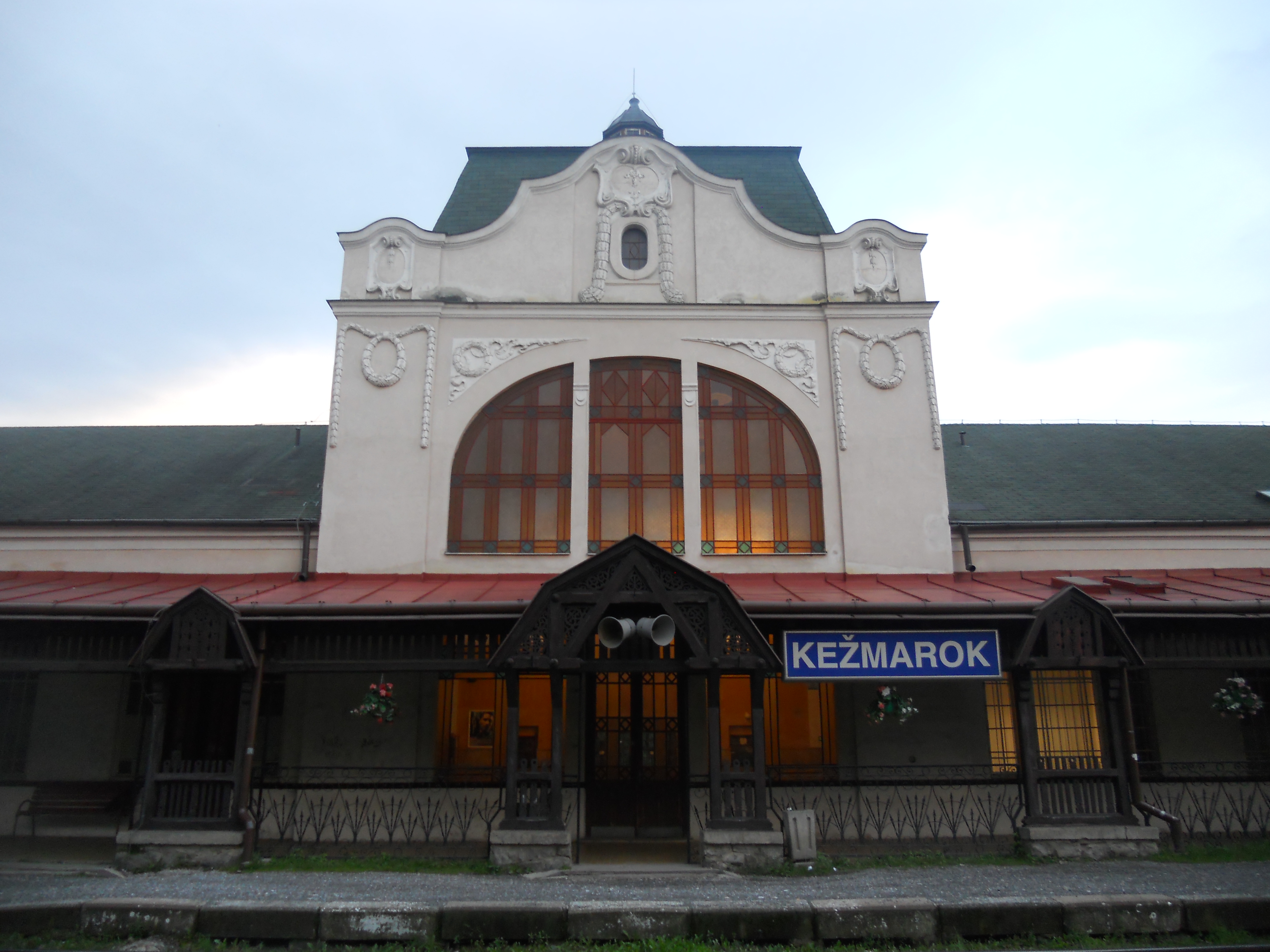
Das Bahnhofsgebäude
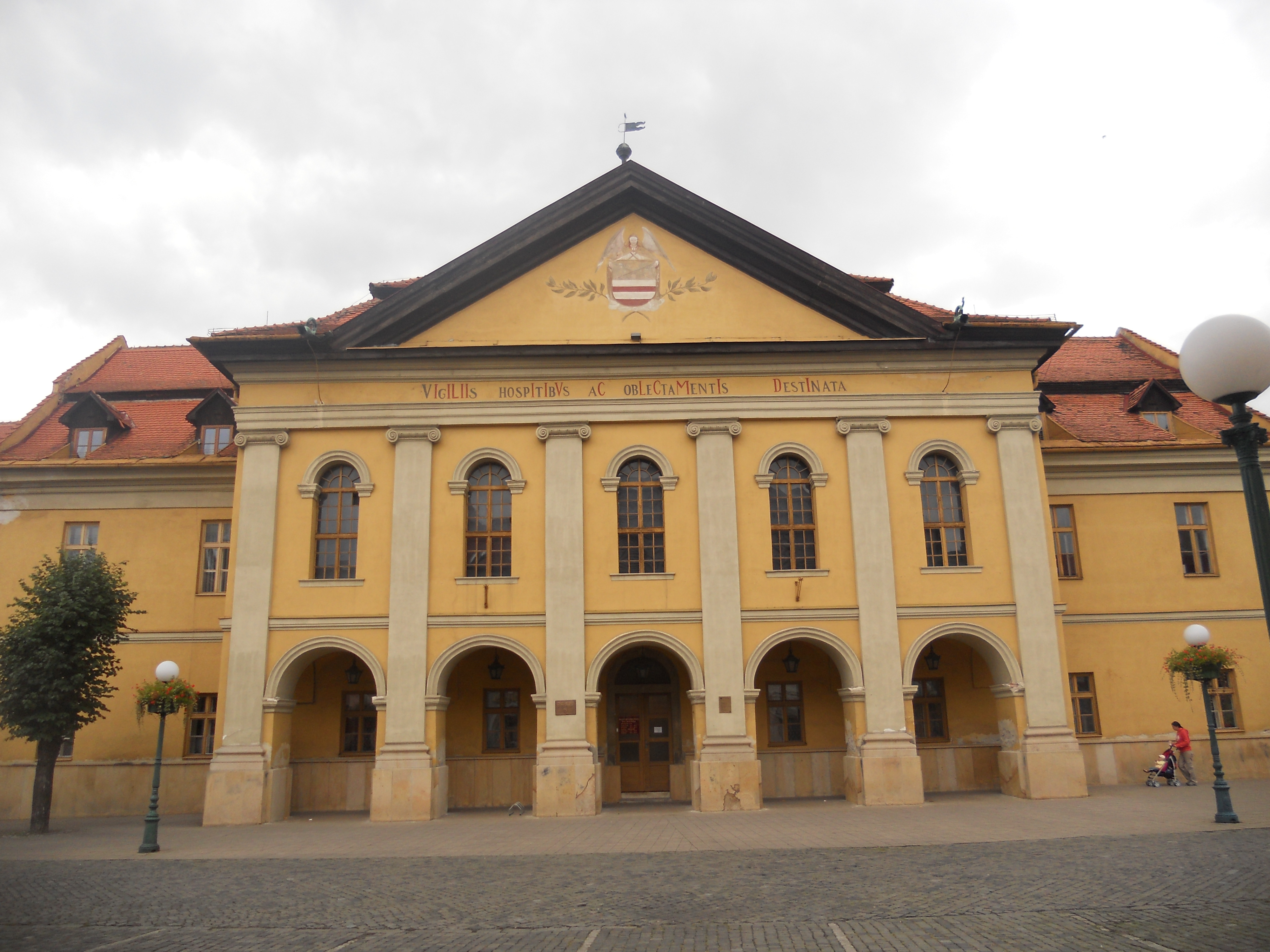
Die „Reduta“, heute Stadtbibliothek
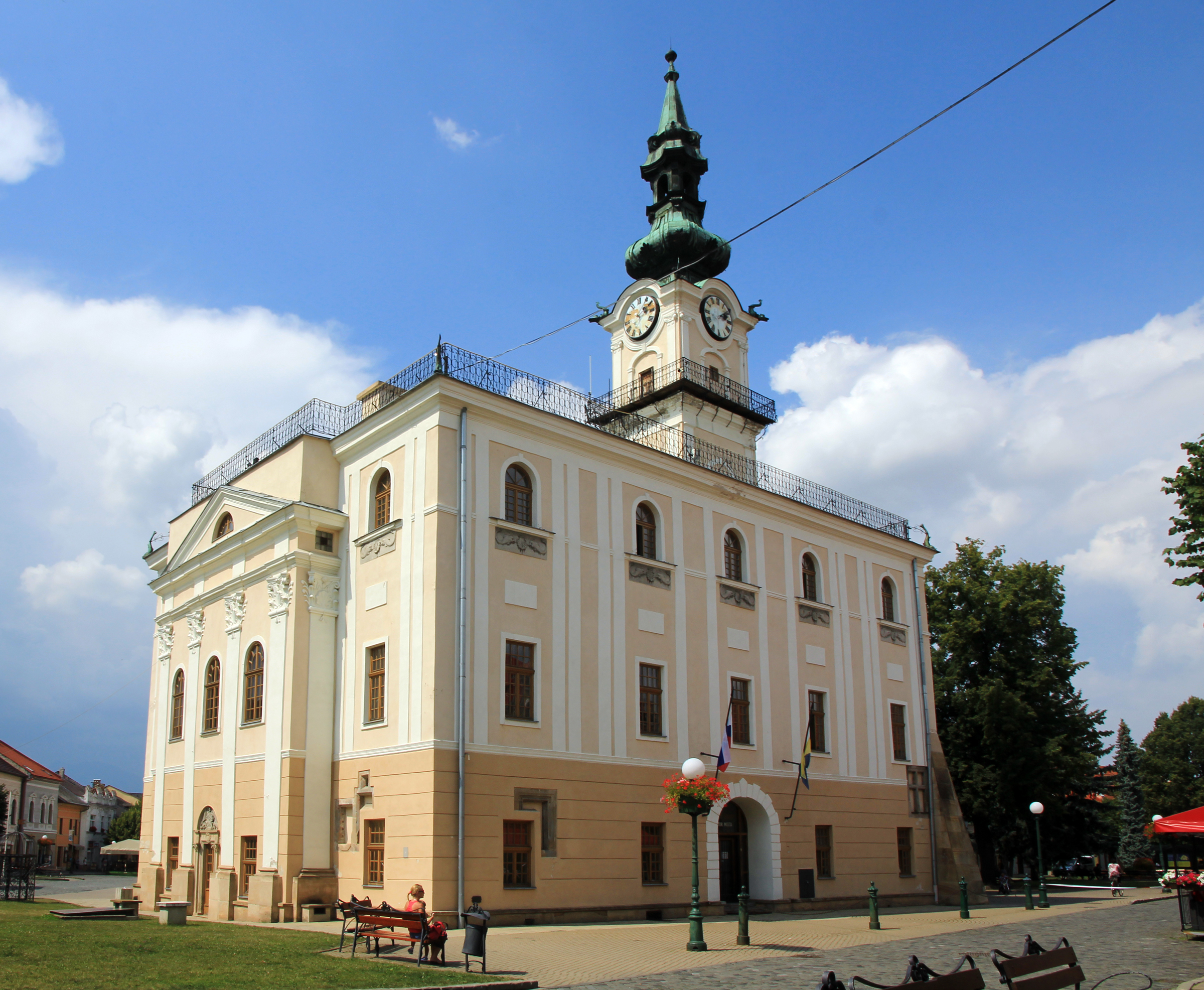
Das Rathaus
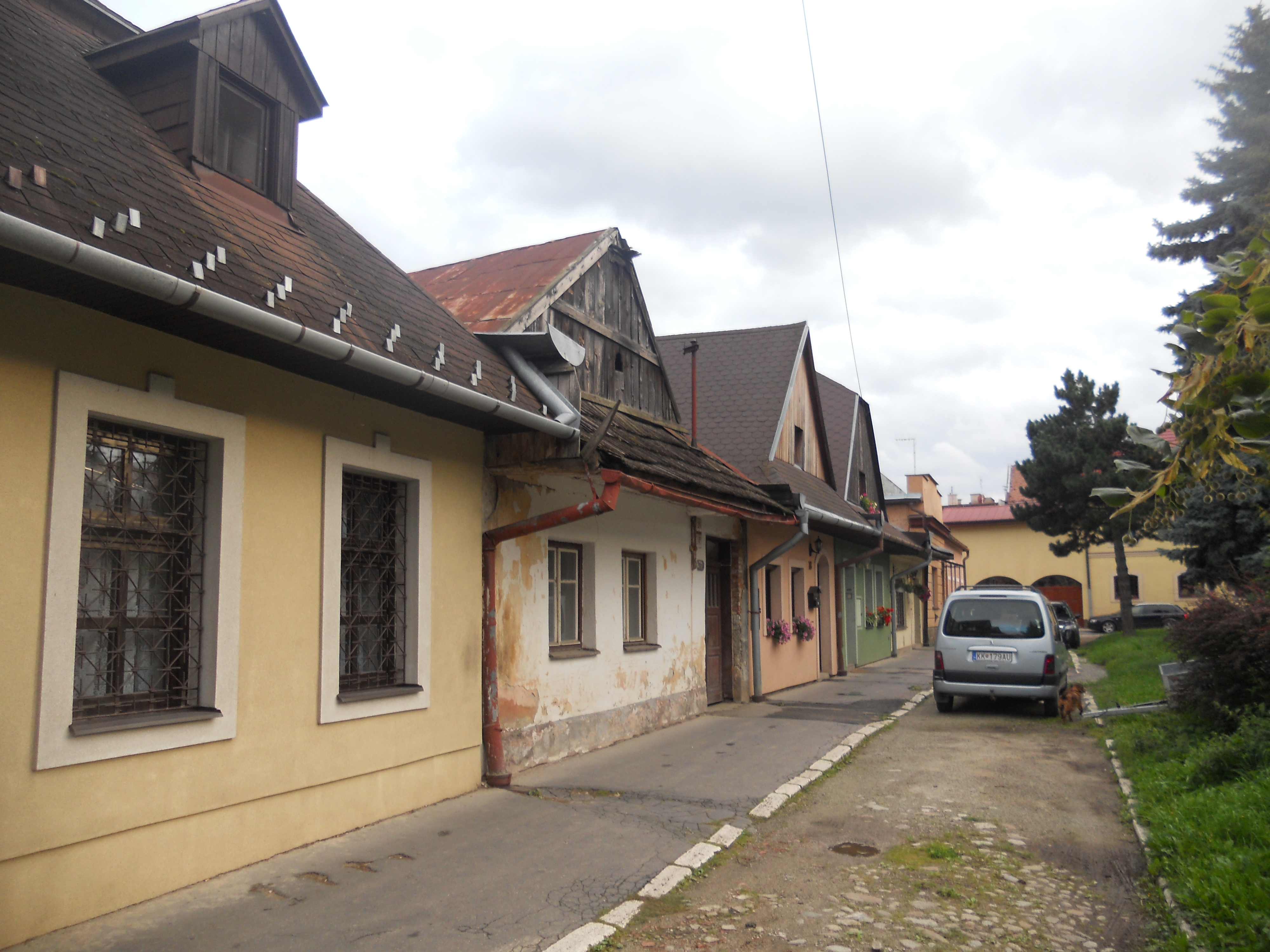
Häuser am Starý trh (Alter Markt)
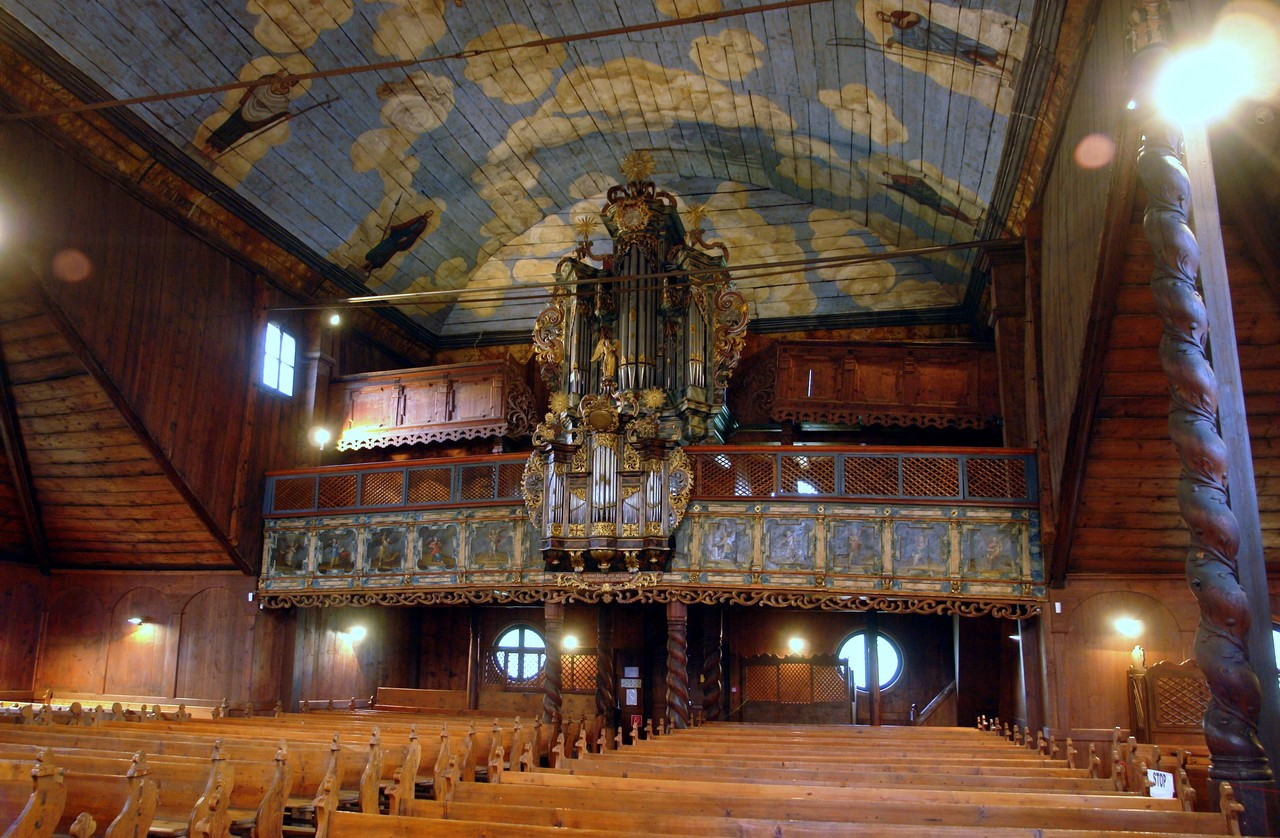
Evangelische Holzkirche von Kežmarok

## Gemeindepartnerschaften
Kežmarok unterhält Partnerschaften mit folgenden Städten und Gemeinden:
- Weilburg, Deutschland
- Lesneven, Frankreich
- Kupiškis, Litauen
- Bochnia, Polen
- Gliwice, Polen
- Nowy Targ, Polen
- Zgierz, Polen
- Lanškroun, Tschechien
- Příbram, Tschechien
- Hajdúszoboszló, Ungarn

## Wirtschaft und Verkehr
Kežmarok ist heute ein Standort von Holz- und Textilindustrie.
Durch Kežmarok verläuft die Cesta I. triedy 66 (I/66, „Straße 1. Ordnung“) von Poprad nach Spišská Belá. Von ihr zweigen die Cesta II. triedy 536 (II/536, „Straße 2. Ordnung“) nach Jánovce sowie zwei lokale Straßen 3. Ordnung, die III/3097 nach Stráne pod Tatrami und die III/3098 nach Mlynčeky und Rakúsy. Der Anschluss an die teilweise fertiggestellte Autobahn D1 an der Anschlussstelle Poprad-východ ist 11 Kilometer entfernt.
In der Stadt gibt es den Bahnhof Kežmarok sowie die Haltestelle Kežmarok zastávka an der Bahnstrecke Poprad-Tatry–Podolínec mit regelmäßigen Nahverkehrszügen. Nationale und internationale Verbindungen halten im 15 Kilometer entfernten Bahnhof Poprad-Tatry an. Nahe dem Bahnhof steht ein kleiner Busbahnhof mit vornehmlich regionalen Busverbindungen. Der Flughafen Poprad-Tatry liegt ca. 18 Kilometer südwestlich der Stadt.

## Persönlichkeiten

### Ehrenbürger
- Oskar Marczy (1924–2006), deutscher Politiker (FDP)

### Söhne und Töchter der Stadt (in Kesmark geboren)
- Stephan I. Thököly (1581–1651), ungarischer Adeliger und Großgrundbesitzer
- David Frölich (1595–1648), Geograph und Kalendergestalter
- Imre Thököly (1657–1705), ungarischer Adeliger, Führer des ungarischen Nationalaufstandes
- Georg Buchholtz d. J. (1688–1737), Naturforscher, Schriftsteller und Pädagoge
- Daniel Fischer (1695–1746), Arzt, Naturforscher und Mitglied der Gelehrtenakademie Leopoldina
- Paul Kray von Krajowa (1735–1804), österreichischer Feldzeugmeister
- Christian Genersich (1759–1825), evangelischer Geistlicher und Heimatkundler
- Martin von Schwartner (1759–1823), österreichischer Historiker und Statistiker
- Johann Genersich (1761–1823), Theologe und Historiker
- Tamás Nendtvich (1782–1858), ungarischer Apotheker, Botaniker und Insektenkundler
- Vojtech Alexander (1857–1916), Radiologe
- Fritz Karmasin (1930–2013), österreichischer Marktforscher
- Juraj Herz (1934–2018), Filmregisseur
- Anton Šoltýs (1937–2022), Skirennläufer
- Jana Gantnerová-Šoltýsová (* 1959), Skirennläuferin
- Ľudmila Milanová (* 1967), Skirennläuferin
- Milan Lach SJ (* 1973), Weihbischof in Bratislava
- Jana Gantnerová (* 1989), Skirennläuferin
- Andreas Žampa (* 1993), Skirennläufer

### Persönlichkeiten mit Bezug zu Kesmark
- Anton Döller (1831–1912), Begründer des Karpathenvereins
- Paul Sauter (1840–1908), Verleger und Buchdrucker

## Sport
Der MHK Kežmarok spielte zwischen 2007 und 2009 in der höchsten Eishockey-Spielklasse der Slowakei, der Extraliga.